# Шеховцова, Ирина Андреевна
Ирина Андреевна Шеховцова (род. 21 июля 1991) — российская легкоатлетка, бегунья на короткие дистанции. Мастер спорта России (2013).

## Биография
Шеховцова — воспитанница СДЮШОР «Урожай», выпускница КГСХА имени И. И. Иванова. Специализировалась в беге на дистанции 100 и 200 метров. Была победителем XV летнего объединенного чемпионата Курской и Орловской областей, неоднократно становилась победителем и призёром первенств ЦФО России среди девушек, юниоров, молодёжи и взрослых. Лауреат Премии Президента Российской Федерации и губернатора Курской области для поддержки талантливой молодежи в 2011 году в номинации «Любительский спорт».
17 сентября 2011 года в Сочи в составе эстафетной команды Курской области с рекордом России (3.32,14) стала чемпионкой страны на дистанции 800+400+200+100 м, однако 15 февраля 2013 года стало известно, что Антидопинговая комиссия Всероссийской федерации лёгкой атлетики дисквалифицировала на 2 года одну из участниц того квартета Юлию Русанову на основании отклонений показаний крови в её биологическом паспорте, после чего результат был аннулирован.
25 июня 2013 года в Чебоксарах стала чемпионкой России среди молодёжи в беге на 200 м, показав результат 24,09 (личный рекорд). Эта победа стала первой для спринтеров Курской области на молодёжных чемпионатах страны. При этом ни сама спортсменка, ни её тренер Евгений Прошин, занимавший тогда пост председателя Федерации легкой атлетики Курской области, не рассчитывали на победу в компании соперниц с более высокими личными рекордами. За день до этого успеха Ирина также стала шестой в беге на 100 м.